# 三门湾
三门湾是中国浙江省东部的一个海湾，位于宁波市和台州市之间，两市分界于旗门港。三门湾得名于海湾东北部的三门山，因其山形似三门而得名。历来为海防要地，风景优美。
三门湾为一半封闭型海湾。北毗宁海、象山两县，西靠三门县大陆，南至牛头门口宫北嘴，东至象山县南田岛长皮长岬角，东南与猫头洋相连。南北长约55公里，东西宽约50公里。水域面积约540平方公里。湾内群岛罗列。湾内有金七门、珠门港等多处避风锚地。湾内航运、渔业发达。三门盐场是浙江著名盐场之一。孙中山在《实业计划》中曾把该湾定为东方第九渔业港。
1899年，意大利试图租借三门湾作为对华贸易通商口，派遣驻华公使马丁诺向大清朝廷提出租借要求，被朝廷拒绝。